# Eduard Glaß
Gustav Eduard Glaß (* im 19. Jahrhundert; † im 19. Jahrhundert) war ein deutscher Bankier und Politiker.

## Leben
Glaß war der Sohn des Seidenwirkers und Handlungskassierers Johann Gottfried Glaß aus Leipzig und dessen Ehefrau Rosina Maria geborene Baltharsar. Er war mit einer geborenen Brunner verheiratet. 
Glaß war Bankier in Gera, wo er 1847 die Bürgerrechte erwarb. 1825 war er gemeinsam mit seinem Bruder Julius Glaß Gründer des „Wechsel-Geschäfts Eduard Glaß“. 1853 kam Alfred Leuner als weiterer Teilhaber hinzu.
Vom 19. November 1865 bis zum 22. Mai 1866 war er Abgeordneter im Landtag Reuß jüngerer Linie.